# Sara Small
Sara Suzanne Small #91 (født 15. juli 1993) er en amerikansk fodboldspiller/målmand.
Nuværende klub  FC Como Women